# ديمقراطية المؤتمرات الشعبية
ديمقراطية المؤتمرات الشعبية  مَفهوم صاغه معمر القذافي في كتابه الكتاب الأخضر وقد عرفه بأنه الحكم الشعبي وليس التعبير الشعبي، وهي رقابة الشعب على نفسه، وذلك من خلال المؤتمرات الشعبية واللجان الشعبية، التي هي الثمرة النهائية لكفاح الشعوب من أجل الديمقراطية، ونتاج الفكر الإنساني الذي استوعب كافة التجارب الإنسانية من أجل الديمقراطية.

## المفهوم
حسب الكتاب الأخضر فإن الديمقراطية المباشرة هي الأسلوب المثالي لتجسيد سلطة الشعب، وبما أن الشعب مهما كان عدده يستحيل جمعه في مكان واحد ليناقش ويتدارس ويقرر سياسته، لذا انصرفت الأمم عن الديمقراطية المباشرة، واستعيض عنها بنظريات حكم عديدة كالمجالس النيابية، والتكتلات الحزبية، والاستفتاءات التي أدت جميعها إلى عزل الشعب عن ممارسة إدارة شؤونه، وسلب سيادته، واحتكار السياسة والسيادة من قبل تلك الأدوات المتعاقبة والمتصارعة على الحكم، من الفرد إلى الطبقة، إلى الطائفة والقبيلة إلى المجلس النيابي أو الحزب، وحيث أن فكرة الديمقراطية المباشرة لا يمكن أن يختلف عليها اثنان عاقلان على أنها المثلى. بيد أن أسلوب تطبيقها كان مستحيلا، وحيث أن النظرية العالمية الثالثة التي يتضمنها الكتاب الأخضر تقدم تجربة واقعية وعملية للديمقراطية المباشرة، فلم يبق أمام الجماهير المتطلعة إلى امتلاك سلطتها إلا التخلص (سلميا) من كافة أشكال الحكم الديكتاتورية السائدة في العالم، والتي تسمى زيفا بالديمقراطية بأشكالها المتعددة من المجالس النيابية إلى الطائفة والقبيلة والطبقة، إلى الحزب الواحد، إلى الحزبين، إلى تعدد الأحزاب. وما تباين واختلاف الأنظمة التي تدعي الديمقراطية إلا دليل على أنها ليست ديمقراطية. ولا يمكن تحقيق السلطة الشعبية إلا بكيفية واحدة وهي المؤتمرات الشعبية واللجان الشعبية (فلا ديمقراطية بدون مؤتمرات شعبية، واللجان في كل مكان).

## التطبيق
نادى  بالنظام  معمر القذافي وقد طُبق في ليبيا في الفترة  1977-2011، ووالذي جعل من المؤتمرات الشعبية الأساسية أداةً للتشريع وليست أداة للتنفيذ. ويكوّن مجموع أمانات المؤتمرات واللجان الشعبية والروابط والنقابات والاتحادات المهنية مؤتمر الشعب العام.
ولتطبيق الديمقراطية المباشرة يقسم الشعب إلى مؤتمرات شعبية أساسية تضم في عضويتها جميع المواطنين البالغين سن الرشد ذكورا وإناثا. ويختار كل مؤتمر شعبي أمانة له لتدير جلساته، وتصيغ قراراته، ويختار كل مؤتمر من تلك المؤتمرات الشعبية الأساسية لجنة شعبية إدارية من بين أعضائه لتنفيذ قراراته وتحل محل الإدارة الحكومية المعينة، فتصبح كل المرافق في المجتمع تدار بواسطة لجان شعبية مسؤولة أمام المؤتمرات الشعبية الأساسية التي اختارتها وتملى عليها السياسة وتراقبها في تنفيذ تلك السياسة، وبهذا تصبح الإدارة شعبية والرقابة شعبية، وينتهي التعريف الزائف للديمقراطية الذي يقول: الديمقراطية هي رقابة الشعب على الحكومة. ليحل محله التعريف الصحيح وهو: الديمقراطية هي رقابة الشعب على نفسه.
ولأن المواطنين جميعا الذين هم أعضاء تلك المؤتمرات الشعبية ينتمون وظيفيا أو مهنيا إلى فئات عمل مختلفة، لذا عليهم أن يشكلوا مؤتمرات شعبية مهنية خاصة بهم، علاوة على كونهم مواطنين أعضاء في المؤتمرات الشعبية الأساسية أو اللجان الشعبية.
إن ما تتناوله المؤتمرات الشعبية واللجان الشعبية من قرارات يرسم في صورته النهائية في مؤتمر الشعب العام الذي يضم أمانات المؤتمرات الشعبية واللجان الشعبية، ثم يحال بالتالي ما يصيغه مؤتمر الشعب العام الذي يجتمع دوريا أو سنويا إلى المؤتمرات الشعبية واللجان الشعبية ليبدأ التنفيذ من قبل اللجان الشعبية المسؤولة أمام المؤتمرات الشعبية الأساسية. إن مؤتمر الشعب العام ليس مجموع أعضاء أو نواب كالمجالس النيابية، إنه لقاء المؤتمرات الشعبية واللجان الشعبية.
لصياغة قرارات المؤتمرات الشعبية في شكلها النهائي لتصبح جاهزة للتنفيذ من قبل اللجان الشعبية في المؤتمرات الشعبية المنتشرة في كافة أنحاء البلاد.
بذلك تحل مشكلة أداة الحكم، وتنتهي الأدوات الديكتاتورية السائدة في العالم، ويصبح الشعب هو أداة الحكم، وتحل معضلة الديمقراطية في العالم.

## نقد
رغم ما يُروج له رسميا في ليبيا من أن السلطة للشعب، فإن القرارات ومفاصلها وتنفيذها  مجمعة كلها بيد شخص واحد، يساعده في ذلك أبناؤه وكبار قادة حركة اللجان الثورية.